# Kazuki Kushibiki
Kazuki Kushibiki (jap. 櫛引 一紀; * 12. Februar 1993 in Noboribetsu, Präfektur Hokkaidō) ist ein japanischer Fußballspieler.

## Karriere
Kazuki Kushibiki erlernte das Fußballspielen in der Schulmannschaft der Muroran Ohtani High School. Seinen ersten Vertrag unterschrieb er 2011 bei Hokkaido Consadole Sapporo. Der Verein aus Sapporo, einer Stadt auf Hokkaidō, der nördlichsten der vier japanischen Hauptinseln, spielte in der zweithöchsten Liga des Landes, der J2 League. 2011 belegte er mit dem Club den dritten Platz in der zweiten Liga und stieg in die erste Liga auf. Bis Ende 2016 absolvierte er für Sapporo insgesamt 119 Spiele. 2017 wurde er an den Zweitligisten Nagoya Grampus ausgeliehen. Auch mit dem Club aus Nagoya belegte er den dritten Tabellenplatz der J2 und stieg abermals in die erste Liga auf. Nach Ausleihende wurde er Anfang 2018 von Nagoya fest verpflichtet. Von Juli 2019 bis Januar 2020 wurde er an den Zweitligisten Ōmiya Ardija nach Saitama ausgeliehen. Nach Vertragsende in Nagoya unterschrieb er Anfang 2020 einen Vertrag beim Erstligisten Sanfrecce Hiroshima in Hiroshima. Für Sanfrecce stand er zweimal in der ersten Liga auf dem Spielfeld. Im Januar 2021 verpflichtete ihn sein ehemaliger Verein, der Zweitligist Ōmiya Ardija. Hier stand er bis Saisonende unter Vertrag und absolvierte 21 Ligaspiele. Im Januar 2022 wechselte er nach Nagasaki zum Ligakonkurrenten V-Varen Nagasaki.